# María Lopo
María Lopo (Vigo, 1967) es ensayista en gallego, francés y español, así como autora de teatro y doctora en Literatura Francesa por la Universidad de Rennes 2 – Haute Bretagne. 

## Trayectoria
Ejerció la docencia en el Departamento de Español de esta misma universidad y en el Departamento de Filología Francesa de la Universidad de Santiago de Compostela; actualmente es profesora de lengua francesa en el IES del Sar de Santiago de Compostela.
Autora de diversos estudios, ediciones y traducciones, es especialista en literatura francófona contemporánea; en su tesis doctoral se ocupó de la poesía bretona de lengua francesa, y muy especialmente de la obra de Guillevic. 
Su área de investigación se extiende igualmente a otros temas como el celtismo literario, las relaciones entre literatura e identidad o el sexismo en la didáctica de la lengua y literatura extranjeras, sobre los que publicó diferentes trabajos de investigación en Francia y en España. 
Coordinó el monográfico Labirintos celtas de Unión Libre (1997) y dos antologías galaico-bretonas complementarias: Barzhaz Bihan Galiza. Mostra de poesía galega (2019) en edición bilingüe gallego-bretón y Canto e contracanto. Antoloxía de poetas de Bretaña (2019) en edición multilingüe gallego, bretón, francés e inglés. 
Publicó un ensayo general sobre el tema identitario, titulado "O lugar", en el volumen "Indíxenas" de estos cuadernos (2002), así como el libro sobre roles y estereotipos de género Feminino irregular (2004). Recopiló numerosos escritos en gallego, francés, bretón y español bajo el título Ensaios en espiral (2014).
En Francia publicó un estudio sobre el teatro radiofónico de Samuel Beckett (2000), y los libros Guillevic et sa Bretagne (2004) y Univers Guillevic (2017), así como tres obras sobre Galicia profusamente ilustradas: Fisterra (1999), La Galice (2002) y Galice & Compostelle, l'autre Finistère (2009), además de numerosos artículos en revistas como Celtics, Bretagne o Cahiers Galiciens-Cadernos Galegos-Kaieroù Galizek.
Especialista en la actriz gallega, exiliada en Francia, María Casares, publicó en 2008 Cartas no exilio. Correspondencia entre Santiago Casares Quiroga e María Casares (1946-1949) y en 2016 O tempo das mareas. María Casares e Galicia. Además, su obra teatral O meu nome é María Casares (Unión Libre, núm. 13, Sada, Ediciós do Castro 2007) fue adaptada en 2008 por el grupo Sarabela Teatro con el título de María Casares. A vida triunfante y con dirección y dramaturgia de Ánxeles Cuña Bóveda, representándose en diversas ciudades de Galicia y en París.
Tradujo desde el francés al gallego a la poeta bretona Anjela Duval, la Alquimia do verbo de Rimbaud, al cantautor Léo Ferré, a la poeta surrealista Joyce Mansour y al citado poeta Guillevic, así como a numerosos poetas gallegos al francés. Es autora de la introducción a la antología bilingüe gallego-bretón Moito máis que mil anos / Muioc’h kalz eget mil bloaz (2000) de Claudio Rodríguez Fer. Con Annick Boilève-Guerlet hizo publicó las traducciones Viaxes a ti / Voyages à toi (2008) y Os amores profundos / Les amours profonds  (2016), también de Claudio Rodríguez Fer. Y, con Marianne Equy, tradujo Diálogos imposibles / Dialogues impossibles (2018) del mismo poeta. 
Pertenece al Comité de Redacción fundacional de la revista (Unión libre. Cadernos de vida e culturas, y es colaboradora de otros diarios y revistas, La Voz de Galicia, Galicia Internacional, Ínsula, Moenia, Serta, Boletín Galego de Literatura, Clave Orión, Logosphère).

## Obra

### Libros
- Barzhaz Bihan Galiza. Mostra de poesía galega (2019), Santiago de Compostela, Junta de Galicia
- Canto e contracanto. Antoloxía de poetas de Bretaña (2019), Santiago de Compostela, Junta de Galicia
- Univers Guillevic (2017), Rennes, PUR.
- O tempo das mareas. María Casares e Galicia (2016), Santiago de Compostela, Consello da Cultura Galega.
- Os amores profundos / Les amours profonds  (2016), de Claudio Rodríguez Fer. Prólogo de María Lopo. Traducción de María Lopo, Annick Boilève-Guerlet, Claude Henri Poullain y Michéle Lefort. Santiago de Compostela, Editorial Follas Novas.
- Ensaios en espiral (2014), Santiago de Compostela, Unión Libre.
- Valente vital (Ginebra, Saboya, París), Santiago de Compostela, Cátedra Valente de la USC, (2014)
- Galice & Compostelle, l'autre Finistère, Photographies d’Yvon Boëlle. Brest: Éditions Géorama, 2009.
- Cartas no exilio. Correspondencia entre Santiago Casares Quiroga e María Casares (1946-1949), La Coruña: Baía Edicións, 2008.
- Voyages à toi / Viaxes a ti, de Claudio Rodríguez Fer. Traducción de María Lopo y Annick Boilève-Guerlet. Culleredo: AULIGA / Espiral Maior, 2008.
- Feminino irregular. Roles e estereotipos de xénero nos manuais de lingua francesa, Santiago de Compostela: Tórculo Edicións, 2004.
- Guillevic et sa Bretagne. Coll. Plurial, n.º 13, Rennes: Presses Universitaires de Rennes, 2004.
- La Galice. Photographies d’Yvon Boëlle. Coll. Itinéraires de découvertes. Rennes: Éditions Ouest-France, 2002.
- "Paroles dans le noir. L’aventure radiophonique de Samuel Beckett", Galice-Bretagne-Amérique Latine. Melanges offerts à Bernard Le Gonidec, Édition de Jean-Pierre Sánchez. Rennes: Université de Rennes 2 – Haute Bretagne, 2000, pp. 161-169.
- Muioc’h kalz eget mil bloaz / Moito máis que mil anos, de Claudio Rodríguez Fer. Prólogo de María Lopo. Traducción de María Lopo, Herve ar Bihan, Alan Botrel y Gwendal Denez. Ilustraciones de Sara Lamas. Col. Skrid. Lesneven: Ed. Hor Yezh, 2000.
- Fisterra. Photographies de Bernard Galéron. Coll. Terre celte. Rennes: Éditions Apogée, 1999.
- "Camiñar nas linguas", Faíscas xacobeas, Ginebra: Éditions Impossibles, 1999, p. 20.
- "Fole e o celtismo", Congreso Ánxel Fole. Santiago de Compostela: Junta de Galicia, 1997, pp. 119-133.

### Artículos
- "Misivas de bucaneiros. A correspondencia entre Eugenio Granell e Benjamin Péret", Moenia. Revista lucense de lingüística & literatura, vol. 16, 2010, pp. 35-82. I.S.S.N. 1137-2346.
- "Juego de islas. La correspondencia de André Breton y Eugenio Granell", Logosphère. Revue d'Études Linguistiques et Littéraires, vol. 6: Je(ux) et langages, 2010, pp. 57-68. I.S.S.N. 1698-8981.
- "Trobadoras de Occitania. A voz das damas", Unión Libre. Cadernos de vida e culturas, n° 14, 2009, pp. 71-84. I.S.S.N. 1137-1250.
- "Nolwenn Korbell e a gwerz da Bretaña contemporánea", Unión Libre. Cadernos de vida e culturas, n° 14, 2009, pp. 49-52. I.S.S.N. 1137-1250.
- "Fillos do exilio", Unión Libre. Cadernos de vida e culturas, n° 13, 2008, pp. 185-188. I.S.S.N. 1137-1250.
- "No bosque mariño", Boletín da Real Academia Galega, n.º 368, I : Estudos e investigacións sobre María Mariño, 2007, pp. 67-73, I.S.S.N. 1576-8767.
- "Bretagne comme vibration", Nu(e), n.º 38, Eugène Guillevic, coord. Enza Palamara, décembre 2007, pp. 33-37. I.S.B.N. 12667692.
- “Der Himmel über Berlin (O ceo sobre Berlín) de Wim Wenders”, Unión Libre. Cadernos de vida e culturas, n° 12, 2007, pp. 57-62. I.S.S.N. 1137-1250.
- "Amparo Segarra. Alén dos Pireneos", Unión Libre. Cadernos de vida e culturas, n° 11, 2006, pp. 141-151.
- "María Casares. A Galicia cosmopolita", Unión Libre. Cadernos de vida e culturas, n° 11, 2006, pp. 153-174.
- "Sexismo y coeducación: La discriminación genérica en los manuales de lengua francesa", Encuentro, n.º 15, Universidad de Alcalá, 2005, http://www.encuentro-journal.uah.es Archivado el 10 de septiembre de 2009 en Wayback Machine.
- "Amor e celtismo. Da materia de Bretaña aos amores libres", Unión Libre. Cadernos de vida e culturas, n° 10, 2005, pp. 11-24.
- "O capitán galego de André Sernin", Unión Libre. Cadernos de vida e culturas, n° 9, 2004, pp. 117-126.
- "Fernández Granell, Eugenio", Gran Enciclopedia Galega, Lugo: tomo XVII, pp. 69-72, 2004.
- "Conciencia e memoria: A guerra civil española na obra poética de Guillevic", Unión Libre. Cadernos de vida e culturas, n° 8, 2003, pp. 21-37.
- "La littérature bretonne de langue française", Moenia. Revista lucense de lingüística e literatura, vol. 8, 2002, pp. 123-153.[1]
- "O lugar", Unión Libre. Cadernos de vida e culturas, n.º 7, 2002, pp. 11-30.
- "Mareas célticas", Ínsula, n.º 664, abril de 2002, pp. 5-6.
- "Langue libre lieu", Cahiers galiciens, Centre d’Études Galiciennes: Université de Rennes 2 – Haute Bretagne, vol. 1, junio de 2001, pp. 59-70.
- "Blues e Gospels. Como sentidos por Marguerite Yourcenar", Unión Libre. Cadernos de vida e culturas, n° 6, 2001, pp. 95-102.
- "Le Déserteur, de Boris Vian a Renaud. A escuma dos días dunha insubmisión", Unión Libre. Cadernos de vida e culturas, n° 5, 2000, pp. 161-172.
- "A lingua francesa na poesía de José Ángel Valente", Moenia. Revista lucense de lingüística e literatura, vol. 6, 2000, pp. 31-49.
- "Claude Henri Poullain: Hispanismo sen fronteiras", Moenia. Revista lucense de lingüística e literatura, vol. 4, 1999, pp. 3-8.
- "L’Union libre de André Breton", Unión Libre. Cadernos de vida e culturas, n° 3, 1998, pp. 59-69.
- "Testemuña do celtismo", Á luz da fala, A Nosa Terra, 1997, pp. 41-44.
- "O bardo: mito político e literario na poesía bretona contemporánea de lingua francesa", Unión Libre. Cadernos de vida e culturas, n° 2, 1997, pp. 65-75.
- "A propósito do concepto de literatura bretona en lingua francesa", Boletín galego de literatura, n° 15-16, 1996, pp. 37-45.